# Calyptrocarya glomerulata
Calyptrocarya glomerulata är en halvgräsart som först beskrevs av Adolphe-Théodore Brongniart, och fick sitt nu gällande namn av Ignatz Urban. Calyptrocarya glomerulata ingår i släktet Calyptrocarya och familjen halvgräs. Inga underarter finns listade i Catalogue of Life.